# Microturbo TRI 60
Le TRI 60 est un petit turboréacteur à usage unique conçu et produit par la société française Microturbo. Il est essentiellement employé par des drones ou des missiles de croisière ou d'autres types d'aéronefs légers. Les différentes versions produites offrent une poussée s'étalant entre 3,5 et 5,3 kN.
Il fut mis en route pour la première fois le 6 juin 1974. Son prix unitaire est compris entre 52 000 et 83 000 $US.

## Conception et développement

### Tri-Axial
Le TRI 60 fut conçu dans les années 1970, afin de répondre aux besoins exprimés par les constructeurs de missiles de croisière et d'engins légers sans pilote, nécessitant un moteur de petite taille, fiable, à usage unique et d'un coût modéré. Ces requêtes furent réparties sur deux domaines : une production en masse à coûts réduits et un rapport poids/puissance élevé. La première génération du moteur, désignée « tri-axial » car elle ne possédait que trois étages de compresseurs, ne comptait que vingt composants principaux. Les différentes versions de cette série, désignées TRI 60-1, TRI 60-2 et TRI 60-3 furent employées sur une importante quantité de systèmes.
Les dernières versions du tri-axial, désignées TRI 60-5 et TRI 60-5+, sont les seules variantes tri-axiales encore en production de nos jours. La différence majeure entre ces dernières et leurs aînées vient de l'utilisation d'un calculateur électronique, permettant de surveiller la performance du moteur et d'ajuster précisément sa consommation de carburant.

### Quadri-Axial
Vers la fin des années 1980, les besoins s'orientèrent vers des moteurs similaires mais développant une puissance accrue. Microturbo proposa alors le développement d'une version quadri-axiale du TRI 60. Ils admettaient un volume d'air plus important vers la chambre de combustion et étaient dotés d'un quatrième étage de compresseur.
Il en existe deux versions, le TRI 60-20 et le TRI 60-30. La version 30 est destinée aux missiles de croisière, alors que la 20 est  réservé à l'emploi pour des drones ou des appareils légers sans pilote. La seule différence entre les deux vient d'une poussée légèrement diminuée sur le 20, afin d'augmenter sa durée de fonctionnement opérationnel.

## Versions
Il existe beaucoup de versions de ce moteur, et il est employé par de nombreux missiles et appareils sans pilote. En parallèle à la liste suivante, il est fort probable que l'Iran ait obtenu illégalement une grande quantité de TRI 60 pour motoriser leurs missiles C-802 achetés à la Chine. Il n'est toutefois pas possible de déterminer avec exactitude la version du moteur qui sera employée,

### TRI 60-1
- TRI 60-1 : Cette version produit une poussée de 3,5 kN et est prévue d'équiper les appareils télécommandés Meteor Mirach 300 et Meteor Mirach 600[2].
- TRI 60-1 067 : Identique à la précédente, cette version équipe le missile antinavire britannique Sea Eagle[2].

### TRI 60-2

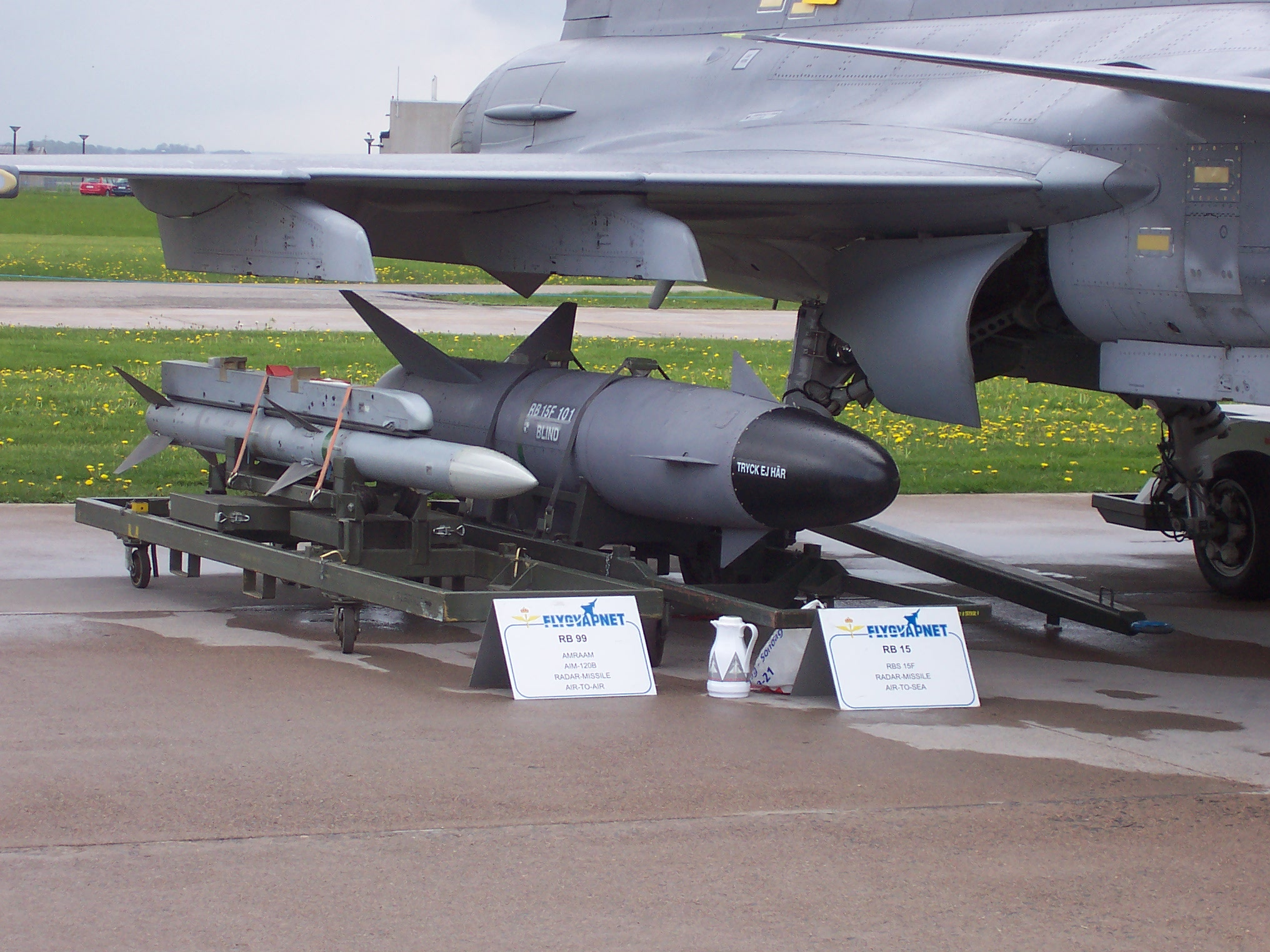
Le TRI 60-2 équipe le missile antinavire suédois RBS-15 (à droite).

Cette version est une amélioration de la série 60-1, avec une poussée augmentée à 3,7 kN.
- TRI 60-2 071 : Ce moteur équipe le drone cible Aerospatiale C.22 (en), et sa poussée est légèrement augmentée, à 4,0 kN.
- TRI 60-2 074 : Ce moteur équipe plusieurs variantes du drone MQM-107 Streaker.
- TRI 60-2 077 : Ce moteur équipe le missile antinavire RBS-15.
- TRI 60-2 080 : Ce moteur a équipé les premières versions des drones Lakshya PTA (en).
- TRI 60-2 088 : Ce moteur a équipé les exemplaires de test du drone de nouvelle génération Northop NV-144.
- TRI 60-2 089 : Ce moteur équipe le missile antinavire RBS-15.
- TRI 60-2 206 : Ce moteur équipe le drone cible Aerospatiale C.22 (en), et sa poussée est légèrement augmentée, à 4,0 kN.
- TRI 60-2 227 : Ce moteur équipe le missile antinavire RBS-15.

### TRI 60-3
Cette version produisait 4 kN de poussée et était destinée à équiper le défunt drone-cible Beech BQM-126. Ce moteur était désigné J403-MT-400 par la marine américaine.

### TRI 60-5

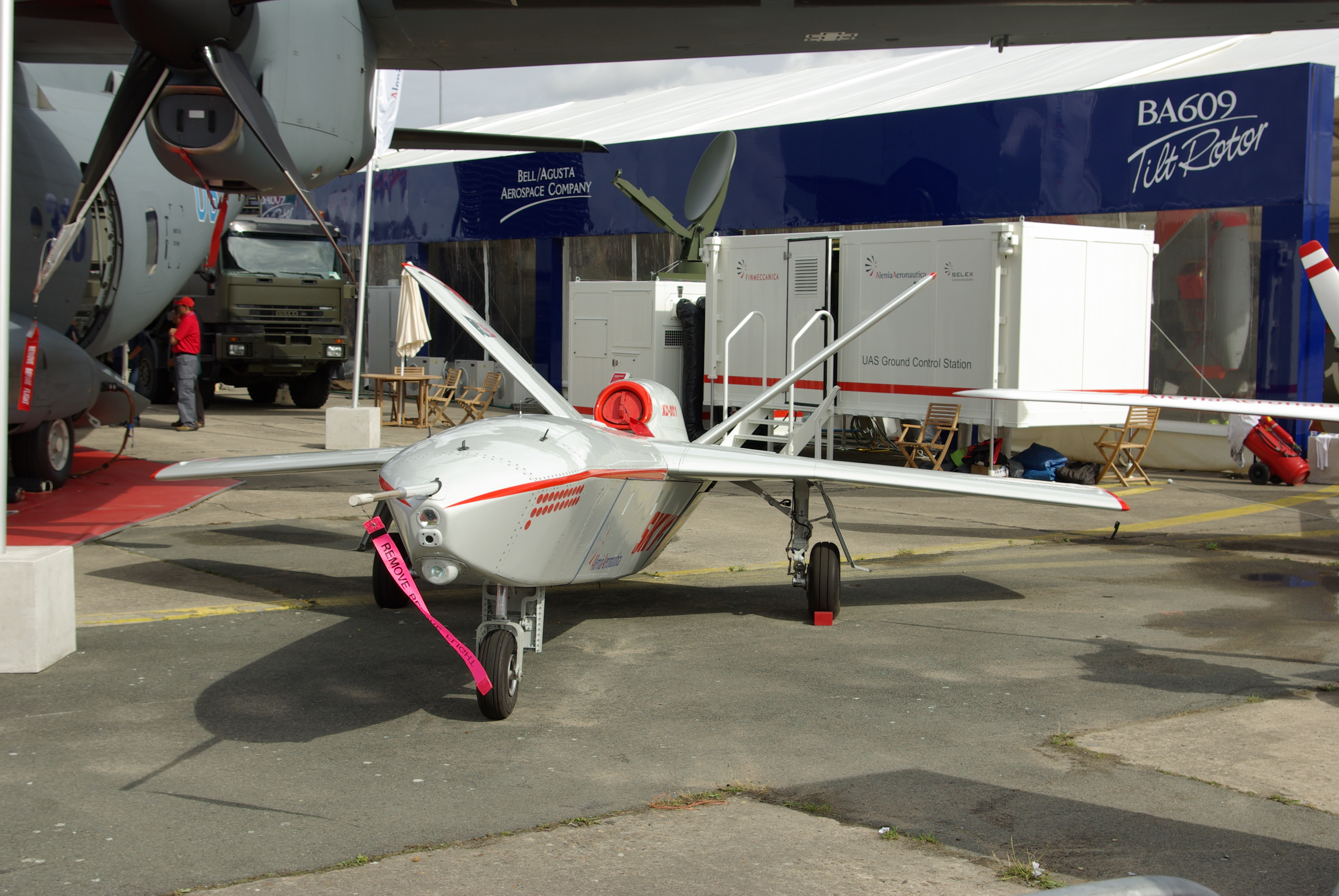
Le drone Sky-X, en exposition au salon du Bourget de 2007.

- TRI 60-5 : Cette version produit une poussée de 4,4 kN, avec un taux de compression de 4.1:1[2]. Elle équipe la version Mk.III du RBS-15 ainsi que l'avion sans pilote Alenia Sky-X. Ce moteur a également équipé (ou devait équiper) les versions D et E du drone-cible MQM-107[5].
- TRI 60-5+ : Cette version équipe les drones-cibles Composite Engineering BQM-167 Skeeter (en) et BQM-177A de Kratos Defense & Security Solutions[6]. Elle a également démontré la capacité de vol supersonique du moteur, en 2007. Cette version a été la dernière de la série des « tri-axial » à avoir été produite[1].

### TRI 60-20

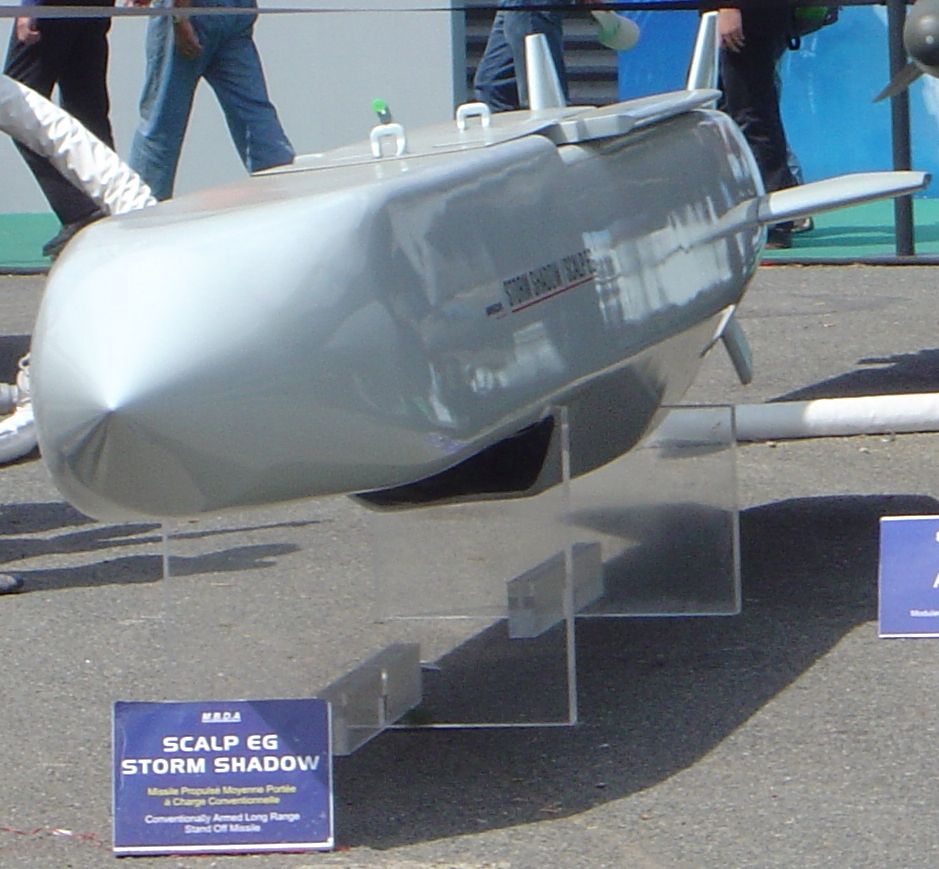
Le TRI 60-30 équipe le SCALP EG.

Cette version, identique à la 60-30, est destinée à équiper les drones, et ne diffère de la suivante que par sa poussée diminuée (5,4 kN), afin d'augmenter la durée de vie du moteur. Ce dernier n'a existé qu'en l'état de prototype et a été testé sur un drone MQM-107.

### TRI 60-30
Comme la version 60-20, la 60-30 emploie un compresseur à quatre étages, augmentant son taux de compression à 6,3 : 1 et sa poussée à 5,7 kN, sa consommation maximum est de 577 kg de carburant par heure. Ce moteur est installé dans les missiles de croisière Apache et SCALP EG,.